# Ophioglossum louisii
Ophioglossum louisii là một loài dương xỉ trong họ Ophioglossaceae. Loài này được Taton mô tả khoa học đầu tiên năm 1944.
Danh pháp khoa học của loài này chưa được làm sáng tỏ. 